# Pont San Niccolò
Le  pont San Niccolò en italien : ponte di San Niccolò) est un des ponts de Florence sur l'Arno dans sa traversée au centre de la ville. Son nom lui vient du quartier homonyme adjacent.

## Anciens ponts
Un pont métallique fut construit en 1836 près du barrage qui dirigeait l'eau vers les moulins situés intra-muros, et faisait suite à l'ancien pont suspendu Ponte San Ferdinando (nommé ainsi en l'honneur du grand-duc Ferdinand III de Toscane). C'est la société française des frères Marc et Jules Séguin, ingénieurs experts en ponts métalliques, qui le réalise à trois arches, après avoir construit aussi, en 1837, l’ancien pont suspendu San Leopoldo à l’est Florence. Peu d'années après il fut renversé par la crue de 1844, puis reconstitué en 1853, modifié en 1890, toujours à structure métallique.
Détruit comme les autres ponts de Florence en 1944, il a été reconstruit, en 1949, en béton armé à une seule arche, conçu par l'ingénieur Riccardo Morandi.

## Sources
- (it) Cet article est partiellement ou en totalité issu de l’article de Wikipédia en italien intitulé « Ponte di San Niccolò » (voir la liste des auteurs).